# T-Labs
Die T-Labs, früher bekannt als Telekom Innovation Laboratories
sind die Forschungs- und Entwicklungs-Einheit der Deutschen Telekom, die sich darauf konzentriert, neue Technologietrends zu übersetzen und greifbare Ergebnisse in das Innovationsportfolio der Deutschen Telekom zu liefern.
An den Standorten in Bonn, Berlin, Beʾer Scheva und Budapest sind die T-Labs von weltweit führenden Universitäten, Start-ups, Investoren, Forschungsinstituten und industriellen Innovationseinrichtungen umgeben, um mit diesen gemeinsam die Zukunft der Kommunikationsdienste zu gestalten. T-Labs sind An-Institut  der Technischen Universität Berlin.

## Geschichte
Die T-Labs wurden 2004 als zentrales Forschungs- und Entwicklungsinstitut der Deutschen Telekom
unter der Leitung von Manfred Jeromin gegründet.
Als An-Institut der TU Berlin folgen sie einem Open-Innovation-Ansatz und sind in dieser Konstruktion selbst eine Innovation und wurden damit Wegbereiter einer neuen Form der Forschung und Entwicklung. In einem Bericht für die Organisation für wirtschaftliche Zusammenarbeit und Entwicklung (OECD) wurden die T-Labs als Benchmark-Beispiel für modernes Innovationsmanagement herausgestellt.
Zu Beginn arbeiteten 25 Telekom-Mitarbeiter und etwa 50 Wissenschaftler aus mehreren Ländern bei den T-Labs. Die Leitung übernahm von November 2004 bis 2011 Peter Möckel. Unter seiner Leitung wurden mehrere Professuren an der TU Berlin geschaffen und 2009 ein Team im Silicon Valley aufgebaut. Zur Festlegung der akademischen Ausrichtung wurde ein wissenschaftliches Leitungsgremium geschaffen, dem zu Beginn Bernd Girod von der Stanford University und dann Wolfgang Wahlster vom Deutschen Forschungszentrum für Künstliche Intelligenz (DFKI) und Sahin Albayrak von der TU Berlin angehörten.
2008 wurden 100 weitere Telekom-Experten in die T-Labs integriert und parallel auch weitere Wissenschaftler eingestellt. Erste Unternehmen wurden ausgegründet.
Im Oktober 2009 führten die T-Labs zusammen mit den Bell Labs von Alcatel-Lucent, dem Fraunhofer Heinrich-Hertz-Institut und dem Antennenlieferanten Kathrein Feldversuche zu einer Technologie namens Coordinated Multipoint Transmission (CoMP) zur Erhöhung der Datenübertragungsrate des Funknetzstandards Long Term Evolution (LTE) durch. CoMP wurde später in den 4G-Standards als eine Unterart von kooperativem MIMO eingeführt.
Im Jahre 2010 verantwortete Heinrich Arnold die Neuausrichtung der Telekom Laboratories auf stärker anwendungs- und umsetzungsorientierte Themen. Im Zuge dieser Neuausrichtung übernahm er 2011 die Leitung der T-Labs, die er bis 2016 innehatte. In diesem Zeitraum wurden unter anderem die Grundlagen für drei neue Business Units im Bereich Cloud Computing, Connected Home sowie Mobile Payment für und innerhalb der Telekom gelegt. Darüber hinaus wurden weitere Fokusfelder mit den Themen Gesundheit, Energie, M2M und Medien etabliert. In der Folge wurden etliche branchenübergreifende Projekte für die digitale Industrie durchgeführt, wie zum Beispiel im Jahre 2012 im Hamburger Hafen gemeinschaftlich mit industriellen Partnern wie SAP, Adidas, Claas, Osram, Siemens, Kuka und Trumpf. Ebenfalls im Jahr 2012 wurde ein Weltrekord im Datentransfer mit 512 Gbit/s in einem Wellenlängenkanal in einer Glasfaser aufgestellt, der erste FlowVisor für SDN entwickelt und der größte iBeacon Feldtest im Jahr 2014 durchgeführt.
Unter der Leitung von Heinrich Arnold wurden etwa 20 Geschäftsneugründungen (Spin-offs) durchgeführt. Dazu gehören unter anderem Trust2Core, SureNow, Litedesk, Motionlogic, Benocs, Soundcall, Zimory, Bitplaces, Schaltzeit sowie der digitale cloudbasierte Telekommunikationsdienst immmr (2016).
Zum Ausbau der internationalen Zusammenarbeit wurde 2016 zusammen mit der TU Berlin das EU-Labs-Programm gestartet. Die erste neue Einrichtung im Rahmen dieser Strategie wurde 2016 in Ungarn an der Fakultät für Informatik der Eötvös-Loránd-Universität geschaffen. Die neue Professur „Data Science and Engineering“ befasst sich unter anderem damit, wirtschaftliche und umweltrelevante Daten mit Hilfe von Mobilfunknetzen zu gewinnen und auszuwerten. 2017 wurde eine weitere Stiftungsprofessur an der Fakultät für Informatik der TU Wien eingerichtet.
Im April 2019 wurde die Partnerschaft mit der CODE University of Applied Sciences (Berlin) ins Leben gerufen.
Seit April 2022 ist Alex Choi der neue SVP und Leiter der T-Labs.
Seit ihrem Bestehen haben die T-Labs über 900 nationale und internationale Erfindungen zum Patent angemeldet.

## Aufbau und Themenfelder
Die T-Labs arbeiten innerhalb der Deutschen Telekom für alle Konzernbereiche. Zugleich sind sie ein An-Institut der Technischen Universität Berlin, eine privatrechtlich organisierte wissenschaftliche Einrichtung, die mit dem normalen Lehr- und Forschungsbetrieb der TU  verzahnt ist. Darüber hinaus wurden an etlichen weiteren Universitäten Stiftungsprofessuren eingerichtet. Mit diesem Konzept wird ein intensiver Austausch zwischen Wissenschaft und Industrie hergestellt. Experten, Unternehmer und Forscher arbeiten an praxisbezogenen Innovationen und disruptiven Technologien im Bereich der Informations- und Kommunikationstechnologie.
Seit Januar 2024 konzentrieren sich die T-Labs auf folgende drei Themenschwerpunkte: Quantum Networks, Security, Technology Exploration.
Die folgenden Fachgebiete der TU Berlin gehören oder gehörten zu den T-Labs:
- Internet Network Architectures[16] (2006 bis 2013) mit der Inhaberin der Professur Anja Feldmann
- Quality and Usability[17] (2007 bis 2015) mit dem Inhaber der Professur Sebastian Möller
- Juniorprofessur für Interaction Design and Media (2008 bis 2010). Die Inhaberin Gesche Joost nahm 2010 einen Ruf auf eine Professur Designforschung[18] bei der Universität der Künste Berlin an.
- Security in Telecommunications[19] (seit 2008) mit dem Inhaber der Professur  Jean-Pierre Seifert
- Juniorprofessur für Autonomous Security (2009 bis 2011). Der Inhaber Tansu Alpcan wechselte danach an die Universität Melbourne.
- Juniorprofessur Assessment of IP-based Applications[20] (2009 bis 2015). Der Inhaber  Alexander Raake nahm 2015 einen Ruf auf eine Professur Audiovisuelle Technik an der Technischen Universität Ilmenau an.
- Service-centric Networking[21] (seit 2009) mit dem Inhaber der Professur Axel Küpper

Inhaltliche Schwerpunkte der weiteren Partner sind
- Daten- und Netzsicherheit sowie Social Networks (seit 2006) an der Ben-Gurion-Universität im Negev unter Leitung von Yuval Elovici
- Designforschung und Design Research Lab (seit 2010) an der Universität der Künste Berlin mit der Inhaberin der Professur Gesche Joost
- Data Science and Engineering (seit 2016) an der Eötvös-Loránd-Universität unter Leitung von Tomáš Horváth
- Data Intelligence (seit 2017) an der TU Wien unter Leitung von Allan Hanbury.

## Persönlichkeiten
Einige der Experten und Wissenschaftler, die bei den T-Labs gearbeitet haben, sind:
- Heinrich Arnold (Leitung)
- Georg Essl (wissenschaftlicher Mitarbeiter)
- Anja Feldmann (Professur)
- Gesche Joost (Professur)
- Sebastian Möller (Professur)
- Alexander Raake (Junior-Professur)
- Sascha Spors (wissenschaftlicher Mitarbeiter)

## Auszeichnungen
Die T-Labs bzw. ihre Mitarbeiter haben über 50 Auszeichnungen erhalten, darunter die folgenden:
- 2005: Voice Award
- 2007: Ort im Land der Ideen
- 2008: Berliner Wissenschaftspreis des Regierenden Bürgermeisters von Berlin (Nachwuchspreis) für Gesche Joost[22]
- 2008: Anniversary VOICE Award
- 2009 Johann-Philipp-Reis-Preis für Sebastian Möller für seine Arbeiten auf den Gebieten der Sprachsignalverarbeitung, der Telekommunikation und der Mensch-Maschine-Interaktion.
- 2009: „Best Practice“ Voice Award
- 2010: Open Innovation Award in der Kategorie F&E-Einrichtung[23]
- 2011: Johann-Philipp-Reis-Preis für Alexander Raake für seine Forschungs- und Entwicklungsprojekte für innovative Sprachdienste
- 2011: Gottfried Wilhelm Leibniz-Preis für Anja Feldmann[24]
- 2011: Berliner Wissenschaftspreis des Regierenden Bürgermeisters von Berlin für Anja Feldmann[25]